# Erich Zielinski

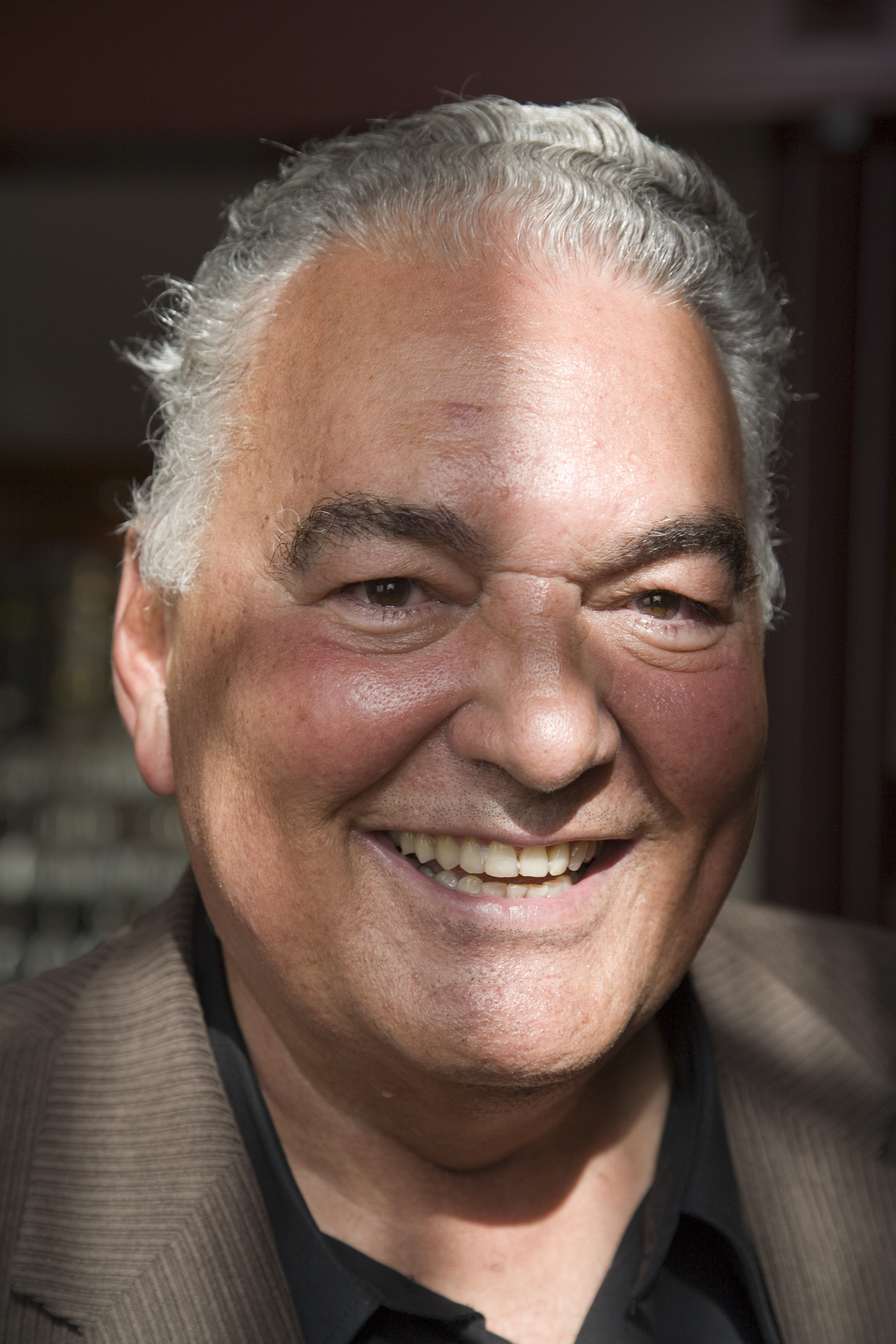
Erich Zielinski; foto: Bert Nienhuis

Erich Wilhelm Hermann Zielinski (Bonaire, 23 maart 1942 - Willemstad (Curaçao), 15 februari 2012) was een Nederlands-Antilliaans advocaat, schrijver en dichter.

## Leven
Zielinski werd op Bonaire geboren als zoon van een Duitse vader en een Curaçaose moeder, maar hij groeide op in het oude stadsdeel Otrobanda op Curaçao. Na zijn opleiding (kweekschool en rechtenstudie) in Nederland keerde Zielinski terug naar de Nederlandse Antillen waar hij werkzaam was als onderwijzer. Hij werd in die tijd oprichter en redacteur van het tijdschrift Vitó, dat in de woelige jaren zestig als ‘kritisch tijdschrift’ tegen het establishment op de Nederlandse Antillen ageerde.
Op Curaçao voltooide hij zijn rechtenstudie en vestigde hij zich als advocaat. Begin jaren zeventig was hij korte tijd hoofdredacteur van het niet meer bestaande dagblad Beurs- en Nieuwsberichten, waarna hij toch weer koos voor de advocatuur.

## Romans
Hij maakte in 2004 zijn debuut met de roman De Engelenbron, die zich grotendeels afspeelt in Otrabanda, waar het leven beheerst wordt door de problemen van overleving en drugs. Hoofdpersoon is de oud-politieman Monchín die de alledaagse werkelijkheid probeert te ontvluchten door zich te verplaatsen in zijn verbeelding, wanneer hij op zijn Harley Davidson zit die met keilbouten verankerd is boven een oude waterput. Het boek werd genomineerd voor de Gouden Strop, en ontving in 2007 op Curaçao de Cola Debrotprijs.
De roman De prijs van de zee (2008) speelt zich af op Bonaire, waar de vondst van een bijna in zee gestorte wagen leidt tot rivaliteit in een vissersdorpje.
De korte roman Scott Zuyderling (2009) is grotendeels gesitueerd in Nederland. Advocaat Scott Zuyderling gaat naar de begrafenis in Nijmegen van Ronnie, de zoon van Scotts vriend Armand. Ronnie heeft zelfmoord gepleegd. Scott realiseert zich dat Armand er met hem als zijn beste kameraad nooit over heeft gesproken dat Armand een kind heeft verwekt bij zijn eigen schoondochter (Ronnie’s vrouw). Hij wordt geconfronteerd met zijn eigen geschiedenis en vooral met de verhouding tot zijn homoseksuele zoon.